# 류큐능구렁이
류큐능구렁이(학명: Dinodon semicarinatum)는 뱀과 능구렁이속의 뱀의 일종이다. 일본 아마미제도와 오키나와제도 고유종이다.